# 76 89 03
76 89 03 es una película argentina estrenada en el año 2000, ópera prima de los directores y guionistas Flavio Nardini y Cristian Bernard. El eslogan durante la campaña publicitaria fue «La primera película del cine argentino que no tiene mensaje».

## Reparto
- Sergio Baldini es Dino.
- Gerardo Chendo es Salvador.
- Diego Mackenzie es Paco “El Rengo”.
- Claudio Rissi es Rudy “El Rey de la Noche”.
- Sol Alac es Wanda Manera.
- Fernando Cía es Simón “Movicom”.
- Luis Albornoz es " Zárate".

## Sinopsis
La película gira en torno a tres amigos porteños: Paco, Salvador y Dino, recorriendo su historia en común en tres momentos de sus vidas: los años ´76, ´89 y 2003 (de allí el título de la película). 
1976: en el año en que un golpe militar inicia una férrea dictadura, los protagonistas son escolares de primaria que viven obsesionados con una famosa modelo, actriz y vedette: Wanda Manera (parodia de Susana Giménez, actriz icono de los ´70s), quien tiene su época de esplendor en esos años. En una escena aparece un automóvil Torino cuyo dueño "no va a volver más" (metáfora de los secuestros y desapariciones de la época) y un póster con la modelo María Noel, con quien (se dice) habría coqueteado el almirante Emilio E. Massera. El automóvil quedaría para Salvador, como se verá más adelante. 
1989: La historia continúa cuando Paco está por casarse y Dino decide contratar a Wanda como prostituta de lujo para su despedida de soltero, una excusa para concretar la vieja fantasía. Se perfilan las características de cada uno: Dino es un seductor que usa ropa de marca, intenta dejar la cocaína y disfruta de las fiestas donde se roza con la farándula y el dinero (aunque él no tenga ni trabajo ni fortuna), teniendo la personalidad más extrovertida y dominante; Paco está condenado al casamiento con “la Gorda”, hija de un almacenero gallego por la cual no parece sentirse muy atraído, sino más bien resignado; y Salvador es el más joven e inexperto, y es acusado por los otros dos de ser homosexual, por el simple hecho de que nunca le conocieron una mujer, siendo aparentemente virgen a pesar de tener 25 años.
Por una casualidad, confunden el Torino que Salvador usaba con otro idéntico, y sólo se percatan cuando notan la falta del banderín de Racing Club colgado del retrovisor. En el baúl de este otro automóvil, los tres amigos encuentran una bolsa con varios kilos de cocaína, e inmediatamente Dino decide hacerla dinero para pagar a los tres un turno con Wanda Manera. Esto los lleva en raid por la noche porteña, durante la cual conocen a una serie de personajes decadentes y timadores: Rudy (Claudio Rissi), un cocainómano dueño de un boliche que se paranoiquea cuando descubre que Salvador usa mocasines sin medias, un supuesto rasgo de los policías, pero que termina cambiándoles la bolsa por el dinero; Simón “Movicom”, que les promete el contacto con Wanda, pero exige el cambio de australes a dólares por la hiperinflación; y Zárate, un arbolito que cambia ilegalmente dinero y acaba asaltándolos en Plaza Francia, dejándolos sin un centavo.
Derrotados por una noche que “nació y murió mala”, Dino, Paco y Salvador discuten, y se separan. Pero por su cuenta, cada uno comienza a sentir la frustración de haber estado tan cerca de conocer a Wanda, por lo cual agotan sus últimas oportunidades de conseguir parte del dinero, y van a buscarla al departamento indicado por Simón, quien los espera acompañado de tres matones con armas largas.
2003: La trama salta abruptamente a una estética futurista, con los tres amigos tomando unos tragos en un bar y mirando en la TV la noticia del secuestro de Wanda Manera. Paco pasó varios años en prisión por haber robado los ahorros de su ex-suegro para pagarle a Wanda, y es adicto a los analgésicos; Dino ostenta un peinado con jopo y patillas y promete votar a Menem en las próximas elecciones; y Salvador finalmente está por casarse, pero sigue enamorado profundamente de la actriz. Es su noche de despedida de soltero, y Dino le promete una sorpresa. Cuando se suben al auto, se escuchan gritos de mujer y golpes en el baúl, mientras la escena se funde a los títulos.

## Estilo
La característica principal del film es su imagen blanco y negro, además del uso intensivo de separadores con fondo negro, claramente influencia de la Nouvelle vague.
El objetivo de “76 89 03” no es el relato de la situación puntual que viven Dino, Paco y Salvador, sino el reflejo de la decadencia de la clase media argentina en los últimos treinta años del siglo XX, desde el comienzo de la dictadura militar, pasando por la hiperinflación que terminó con el gobierno de Alfonsín (en la escena en un bar, cada trago que toman va aumentando de precio minuto a minuto), terminando en la decadencia social y económica desatada por el período de Carlos Menem, que la película estipula reelecto en la elección de 2003.
Hay muy poca ambientación de época: una revista “Siete Días” y la prédica pro-dictadura de un maestro católico en 1976, el póster con la modelo María Noel, los teléfonos públicos de Entel, la novedad del celular Movicom “mochila”, la constante mención a los australes y la hiperinflación en 1989, y los peinados y ropas futuristas en 2003. La alusión a Racing Club es notoria en varios pasajes del film, incluso una de las escenas se titula "Celeste Académico", debido al fanatismo de Nardini por dicho cuadro de fútbol.

## Críticas
La película fue bien recibida por los críticos, que la destacaron unánimemente como un retrato de la porteñidad prototípica, mostrando las lacras y el lado más oscuro de la personalidad del estereotipo de hombre de clase media a los treinta, soltero, con un fuerte componente de misoginia y xenofobia y capaz de traicionar por dinero sin pensarlo.
Diego Lerer del diario Clarín la llamó “dibujo casi realista de un grupo de amigos, con sus virtudes y defectos, su ingenio y sus miserias. Un "así somos" sin el barniz de la corrección política.”, y marcó que “se trata simplemente de una película que irrita. Y ése es todo su mensaje.” Pedro Rey del diario La Nación la calificó “muy buena” destacó lo inusual de “una comedia negra que descargue semejante nivel de adrenalina nihilista ni que retrate lo más bajo del "ser nacional" (o, para ser más precisos, del "ser porteño") de manera tan brutal.” “No hay resquicios para el menor ideal en la película. En su mundo, cada gesto, por nimio que sea, parece volverse corruptible.” Elogió que “lo mejor de esta opera primala está en su crudeza, en el excelente manejo de la jerga local,en el uso y abuso (tal vez sea ésta la película más malhablada de la historia del cine local) del insulto que envuelve en su vorágine, sin misericordia, al espectador. ” y criticó “ciertos desbarajustes narrativos (el último apartado merecía mayor desarrollo y tal vez mayor sutileza) y un clima enrarecido que a veces apunta en exceso a la provocación, pero también posee una cualidad impagable: es un poderoso cross a la mandíbula.”
En Página/12, Horacio Bernades marcó que “76 89 03 tiene un nervio, una aceleración, una garra narrativa, totalmente infrecuentes en medio del habitualmente apático cine argentino. ” y Martín Pérez la llamó “un retrato de aldea sin concesiones y ni una pizca de autocomplacencia por el “ser nacional”.”